# Noël Brazès
Pas d'image ? Cliquez ici

a Compétitions nationales et continentales officielles uniquement.

Noël Brazès, né le 18 décembre 1920 à Céret et décédé le 16 janvier 2010 à Montbolo, est un joueur français de rugby à XV évoluant au poste de centre ou d'arrière. Il est une grande figure de l'USA Perpignan, fidèle toute sa vie au club catalan puisqu'il y effectue sa carrière de joueur de 1935 à 1952, puis en devient l'entraineur pour la saison 1959-1960 avant d'en tenir les commandes lorsqu'il est le président du club de 1975 à 1979.

## Biographie
Natif de Céret, il est le fils du poète et écrivain catalan Edmond Brazès. Il découvre le rugby et rejoint le club catalan en 1935 avec qui il devient champion de France Junior en remportant la Coupe Frantz Reichel en 1937 après avoir battu CA Bègles-Bordeaux 24-4 en finale.
Il intègre l'année suivante l'équipe première du club et remporte le Championnat de France devenant à 17 ans et 5 mois le plus jeune joueur à remporter le trophée. Ce jour-là, il marque deux essais en finale contre le Biarritz olympique dont le deuxième après avoir fait une feinte de passe à son coéquipier André Abat. Le Petit Parisien le classe à la fin de l'année 1938 deuxième de son palmarès annuel des cinq vedettes du rugby à XV, derrière son compatriote Joseph Desclaux. 
Le 26 mars 1939 Noël Brazès joue son premier match au sein de l'équipe de France, dont il est le plus jeune joueur, tout en passant durant la même période les épreuves du baccalauréat. Perpignan perd son titre cette même année en finale contre Biarritz qui prend sa revanche. Sa carrière de joueur s'interrompt avec la Seconde Guerre mondiale et il ne fait son retour au rugby qu'en 1946. Il dispute une troisième finale avec le club catalan en 1952, rencontre qu'il perd 20-11 contre Lourdes. Il met un terme à sa carrière immédiatement après cette défaite. Il devient entraîneur du club quelques années plus tard en 1959. Cette expérience ne dure qu'une année puisqu'il quitte sa fonction en 1960. Il devient par la suite président du club catalan pendant quatre années de 1975 à 1979.
En dehors du rugby, Noël Brazès exerce successivement les professions d'avoué plaidant à Céret (ville d'origine de son père), puis avocat à Perpignan avant de devenir diacre catholique en 1983. Il décède le 16 janvier 2010 à l'âge de 89 ans à Montbolo. Son fils Marc Brazès est également président du club[Lequel ?] de 1984 à 1987.[réf. nécessaire]

## Palmarès
- Championnat de France de première division :
  - Champion (1) : 1938
  - Vice-champion (2) : 1939 et 1952